# 体育中心站 (洛阳市)
体育中心站是洛阳轨道交通2号线的地铁车站，位于中华人民共和国河南省洛阳市洛龙区王城大道与太康路交叉口西南侧，于2021年12月26日开通。

## 车站结构
体育中心站位于王城大道与太康路交叉口西南侧，沿王城大道路西南北向敷设，车站全长188.8米，宽19.7米，为地下二层岛式站台车站，车站地下一层为站厅层，地下二层为站台层，站台设置全高站台门。
| 地面              | 出入口 | A、B1、C1、C2出入口                                                                                         |
| 地下一层          | 站厅   | 客服中心、自动售票机、验票机                                                                                |
| 地下二层          | 站台   | \| \| \| █ 2号线往二乔路（隋唐园） \| \| 島式 · 開左邊车门 \| \| \| \| \| \| █ 2号线往八里堂（市民之家） \| |
|                   |        | █ 2号线往二乔路（隋唐园）                                                                                   |
| 島式 · 開左邊车门 |        | |
|                   |        | █ 2号线往八里堂（市民之家）                                                                                 |

## 出入口
本站目前开放4个出入口，各出口及周围设施如下所示：
| 出口编号                | 照片 | 地点                         | 可到达目的地             |
| ----------------------- | ---- | ---------------------------- | ------------------------ |
| A · 1 · 出口            |      | 王城大道（西）               | 洛阳市体育中心，体育公园 |
| B · 1 · 出口            |      | 太康路（南），王城大道（西） | 洛阳市体育中心           |
| C · 1 · 出口            |      | 太康路（南），王城大道（西） | 雅香金陵商业楼           |
| C · 2 · 出口 · （设有） |      | 太康路（南），王城大道（东） | 洛阳市实验小学(通济校区) |
| 图例： 设有             |      |                              |                          |

## 接驳交通

### 公交车
- 王城大道泰康路口：29路、62路、63路、75路、99路、203路、207路、503路、伊滨区1号线

## 历史
- 2019年3月26日，车站主体结构封顶[3]。
- 2021年12月26日，车站随2号线的开通而启用[1]。